# The Hooligan Factory
The Hooligan Factory es una película de parodia de vandalismo en el fútbol de 2014 dirigida, coescrita y protagonizada por Nick Nevern. La película parodia en gran medida títulos de las películas británicas de género hooligan y se centra principalmente en The Firm, junto con Diario de un hooligan, Rise of the Footsoldier, ID, Green Street Hooligans y Cass.

## Reparto
- Jason Maza como Danny
- Nick Nevern como Dex
- Tom Burke como Bullet
- Ray Fearon como Midnight
- Steven O'Donnell como Old Bill
- Morgan Watkins como Trumpet
- Josef Altin como Weasel
- Leo Gregory como Slasher
- Keith-Lee Castle como The Baron
- Ronnie Fox como Danny Sr
- Lorraine Stanley como Sharon
- Juliet Oldfield como Karen
- Alex Austin como Fanta
- Ian Lavender como Albert
- Danny Dyer como Jeff
- Craig Fairbrass como Mickey
- Tamer Hassan como Jack
- Cass Pennant como Cass
- Julian Dicks como Slasher's Top Boy
- Paul William Arnold como Baron's Top Boy
- Chloe Sims como Chloe
- Tony Denham como Millwall's Top Boy
- Charlie Clapham como Freddy the Nonce
- AJ Makin como The Screw

## Producción
La película presenta numerosos cameos de actores que han sido elegidos para las películas del género Hooligan. Leo Gregory tiene un papel menor, mientras que hubo cameos de Danny Dyer, Tamer Hassan, Craig Fairbrass y Tony Denham, quienes aparecen en una escena cada uno, mientras que también hubo un cameo del ex hooligan e inspiración detrás de la película. Cass, Cass Pennant. El exfutbolista del West Ham United Julian Dicks, la personalidad de The Only Way Is Essex, Chloe Sims, y el actor de Hollyoaks, Charlie Clapham, también hacen apariciones menores. Dexter Fletcher también filmó una escena, pero fue eliminada de la toma final.